# يوميات السير والتر سكوت
يوميات السير والتر سكوت (بالإنجليزية: The Journal of Sir Walter Scott)‏ هي مذكرات الروائي الشاعر والتر سكوت التي احتفظ بها بين عامي 1825 و 1832. وسجل فيها أحداث الأزمة المالية التي حلت به في بداية عام 1826، والجهود التي بذلها على مدى السنين السبع اللاحقة ليسدد ديونه عن طريق كتابة الروايات. نشرت أول مرة كاملة عام 1890 واستقطبت الإطراء. 